# Holger Kiesé

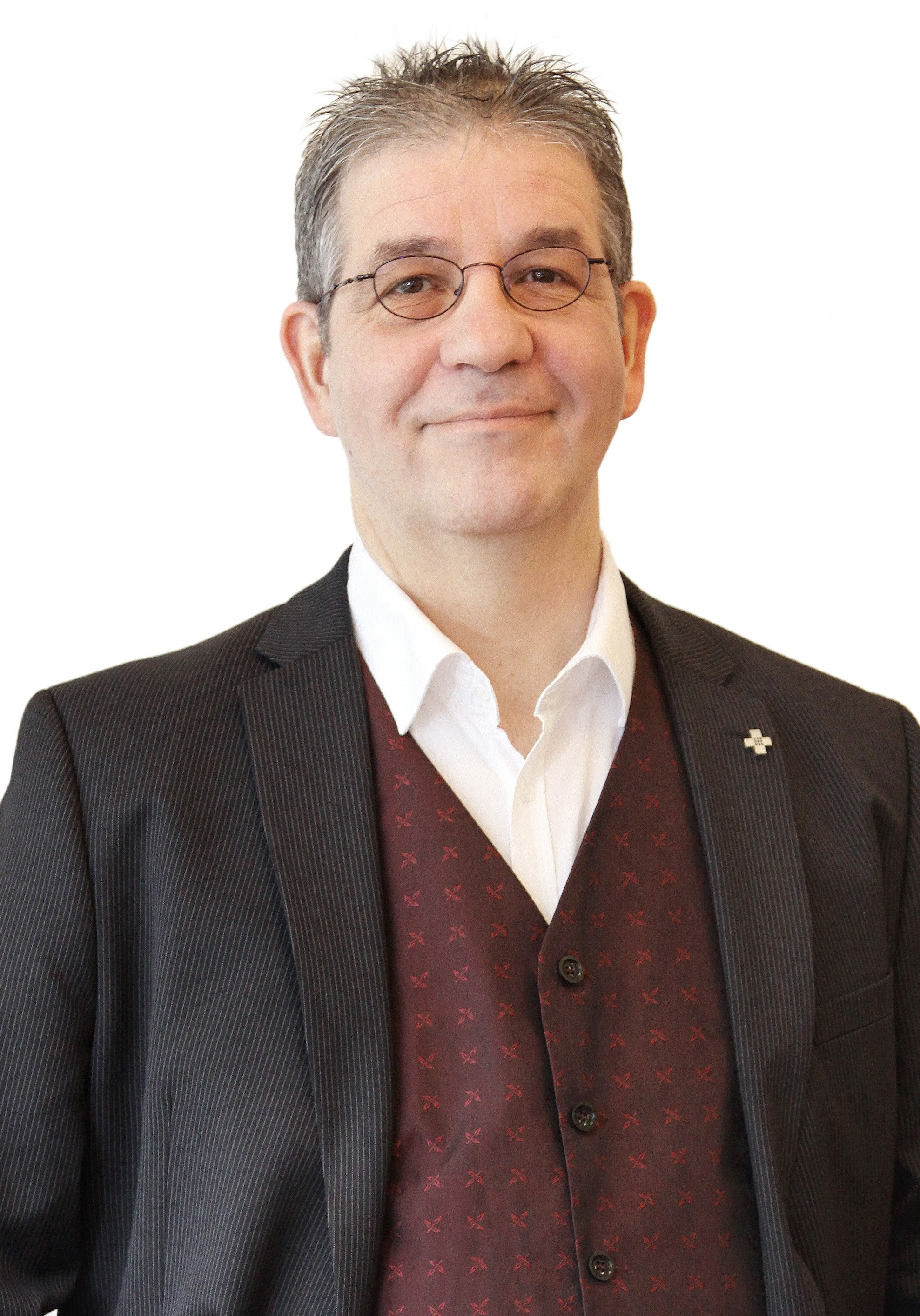
Holger Kiesé (2013)

Holger Kiesé (* 1959 in Esens, Ostfriesland) ist ein deutscher evangelischer Diakon, Kirchenmusiker und Liedermacher.

## Leben
Holger Kiesé wuchs in Esens auf. Nach Abitur und Zivildienst absolvierte er den Studiengang Diplom-Religionspädagogik an der Evangelischen Fachhochschule Hannover (EFH). 1985 wurde er Diakon und Kirchenmusiker in Langenhagen-Engelbostel bei Hannover. Er arbeitete als Lehrbeauftragter an der Evangelischen Fachhochschule Hannover (EFH). Seit 2005 ist er freiberuflicher Musikpädagoge, Chorleiter und Referent für musisch-kreative Gemeindepraxis und unterhält seine eigene Musikschule. Er leitet die Band projektgruppe holger kiesé und den Gospelchor Back to Church. Kiesé ist Komponist vieler Kinderlieder, Kanons und neuer geistlicher Lieder. Darüber hinaus ist er Autor von Sach- und Fachbüchern, verschiedenen Publikationen und CDs. Er ist Mitglied der Textautoren- und Komponistengruppe TAKT. Als Musikreferent ist Kiesé regelmäßig in den kirchlichen Bildungseinrichtungen in Loccum tätig, u. a. bei den Silvestertagungen der Evangelischen Akademie Loccum, sowie seit 2016 für das Diakonische Werk evangelischer Kirchen in Niedersachsen/Referat Kindertageseinrichtungen in der Erzieherinnen-Fortbildung.

## Werke (Auswahl)
- Diese Nacht (1984; Text: Frank Fockele), Strube-Verlag
- Fröhlich wolln wir singen (1984; Nr. 26 im Gesangbuch der Evangelisch-methodistischen Kirche, 2002)
- Was frag ich (1985; Text: Hartmut Handt)
- Meine Zeit ist Gottes Zeit (1988; Text: Eckart Bücken)
- Kinder können viele Sachen (1990; Text: Sybille Fritsch), Neukirchener Verlagshaus
- Wir spüren Gottes Segen (1995; Text: Barbara Cratzius), Lutherisches Verlagshaus
- Kinder brauchen Hoffnung (Deutscher Evangelischer Kirchentag Hannover 2005, LebensWeisen 55, Text: Holger Kiesé/Jan von Lingen)
- Alles hat seine Zeit (2008)
- Lied von den Fünf Sinnen (2008; Liederheft "Kirche mit Kindern 2", 2012)

## Diskografie
- 1984: Es gibt Momente... (MC)
- 1986: Der Brotbaum blüht (MC)
- 1988: einen himmel wissen (MC)
- 1990: ostinato percussivo (MC)
- 1999: Singen will ich, singen (MC)
- 2005: Kinder brauchen Hoffnung (CD)
- 2007: Es ist für uns eine Zeit angekommen... (CD)
- 2011: Hör’ auf dein Herz und singe! (CD)
- 2013: Playbacks zu den schönsten Liedern & Kanons (CD)

## Publikationen (Auswahl)
- Totale Himmelsöffnung,  zusammen mit Kurt Rose, Deutscher Theaterverlag, 1983, ISBN 3-7695-2965-0.
- Kleine Leute – große Leute / Glauben gemeinsam erleben / Nr. 1. Eine Handvoll Erde, eine Hand voll Gottes Schöpfung, Agentur des Rauhen Hauses, 1988, ISBN 3-7600-0481-4.
- Kleine Leute – große Leute / Glauben gemeinsam erleben / Nr. 6. Der Adventskranz und andere Weihnachtsbräuche, Agentur des Rauhen Hauses, 1989, ISBN 3-7600-0519-5.
- Kleine Leute – große Leute / Glauben gemeinsam erleben  / Nr. 8. Jesus ist ein Freund der Kinder, Agentur des Rauhen Hauses, 1990, ISBN 3-7600-0542-X.
- Adventszeit,  hrsg. zusammen mit Werner Reich u. a., Reihe: Neues für den Gottesdienst, Lutherisches Verlagshaus, 1995, ISBN 3-7859-0692-7.
- Tanz – Gebärden – Haltungen, zusammen mit Manfred Büsing, Reihe: Neues für den Gottesdienst, Lutherisches Verlagshaus, 2000, ISBN 3-7859-0801-6.
- Das biblische Verständnis der Arbeit und Die Verantwortung des Menschen für die Schöpfung Konfirmandenarbeitsmaterialien, Karl und Louise Müller-Stiftung, 2006 www.klm-stiftung
- Feste und Feiern im KU 4, hrsg. zusammen mit Ute Beyer-Henneberger und Susanne Michaelsen, Arbeitshilfen KU, Nr. 25, Religionspädagogisches Institut Loccum, 2007, ISBN 978-3-936420-24-1.
- Singt nun Halleluja! – Biblische Geschichten musizieren und gestalten in evangelischen Kindertagesstätten, zusammen mit Maren Eikemeier und Regina Pagel-Herschel, Landesverband evangelischer Tageseinrichtungen für Kinder Hannover, 2012 www.levtek.de